# 大阪 - 徳島線 (徳島バス・南海バス・阪急バス・阪神バス)

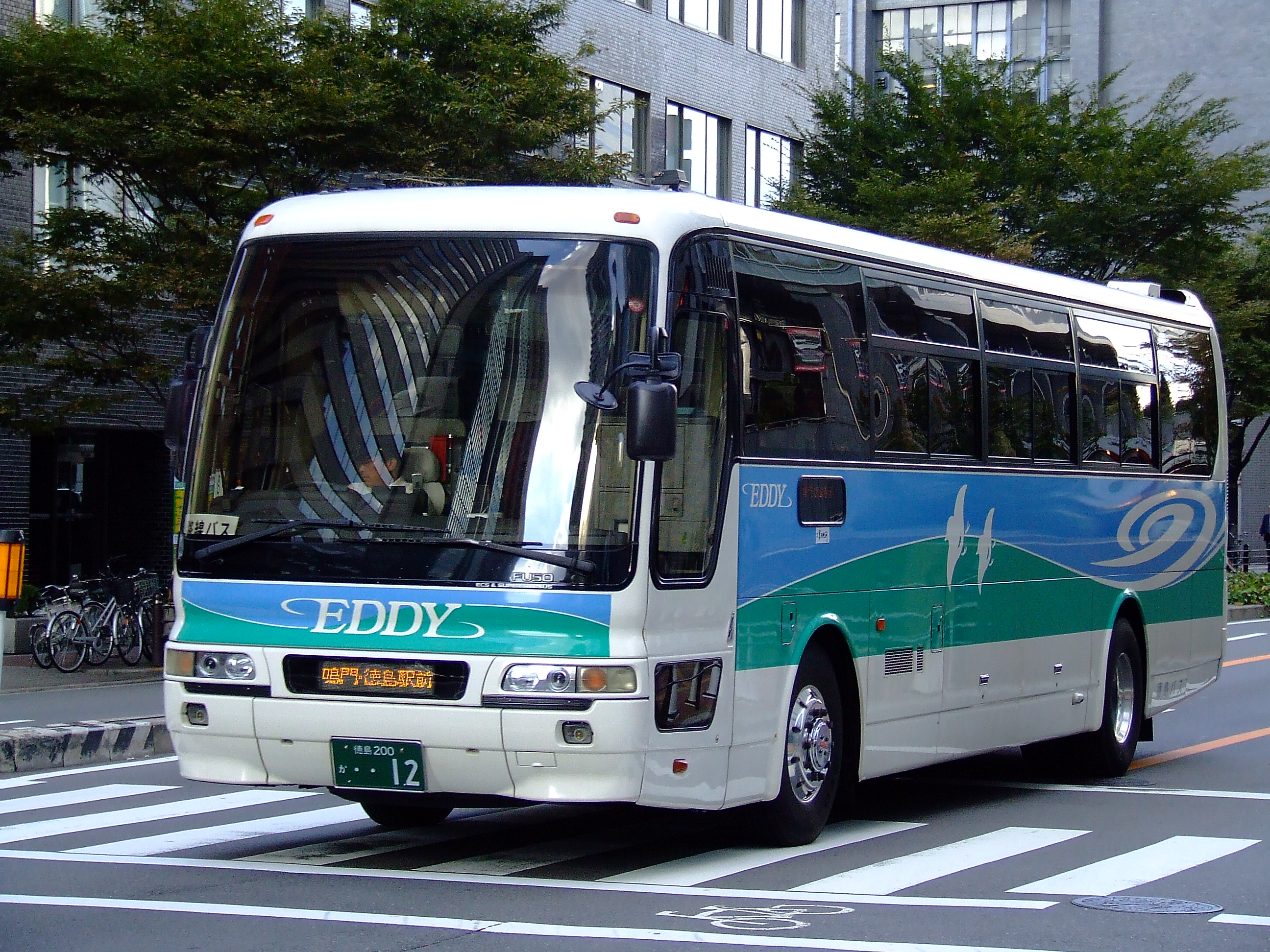
徳島バスエディ号 大阪梅田（ハービスOSAKA）付近にて

大阪 - 徳島線（おおさか - とくしません）は、大阪市、神戸市と鳴門市、松茂町、徳島市、石井町を結ぶ昼行高速バスである。ここ数年で開業した高速バス路線ではドル箱路線の一つである。
全便座席指定制のため、乗車には予約が必要。
なお大阪 - 徳島間路線の高速バスの輸送人員は、初年度の1998年度が75.8万人/年だったところ、近年は90万人を超過し、2007年度は97.5万人/年に至っており、増加傾向にあると指摘することができる。

## 運行会社
運行会社によってそれぞれ愛称がある。阪急バス以外はバスそのものの愛称も兼ねている。
- 徳島バス - エディ号
- 南海バス - サザンクロス号 （高松便で使われる「Sorae」カラーの車両が使われることがある。）
- 阪急観光バス - パールエクスプレス徳島号
- 阪神バス - サラダエクスプレス号

南海バスが高松線から撤退する2017年4月1日以降は、空港連絡バスを除けば同社が自社で運行する唯一の昼行高速バス路線となる。

## 停車停留所
矢印（⇔）を跨がない区間のみの利用は不可。大阪シティエアターミナル（OCAT）は経由しない。徳島駅前 - 石井間は全系統合わせて3往復のみ。
- 通常便
  - ユニバーサル・スタジオ・ジャパン(USJ)  - ＜阪急三番街高速バスターミナル（阪急大阪梅田駅） → ハービスOSAKA（阪神大阪梅田駅 ・JR大阪駅前）＞ ⇔ 鳴門公園口（徳島方面行きのみ） - 高速鳴門 - 松茂 - 徳島駅前 - 加茂名（加茂名小学校前） - 石井
    - 平日2往復、土日祝下り2本のみ。

  - なんば高速バスターミナル（南海なんば駅） - ＜阪急三番街高速バスターミナル → ハービスOSAKA＞ ⇔ 鳴門公園口（徳島方面行きのみ） - ＜アオアヲナルトリゾート前 → 大塚国際美術館前＞ - 高速鳴門 - 松茂 - 徳島駅前 - 加茂名（加茂名小学校前） - 石井
    - 朝の1往復は阪急三番街始発またはハービスOSAKA止め。
    - 大塚国際美術館前、アオアヲナルトリゾート前は大塚国際美術館開館日のみ一部便が経由（鳴門北ICから一般道）。
- USJ優先便
  - ＜阪急三番街高速バスターミナル → ハービスOSAKA＞ - ユニバーサル・スタジオ・ジャパン ⇔ 鳴門公園口（徳島方面行きのみ） - 高速鳴門 - 松茂 - 徳島駅前

## 運行回数
- 通常便は平日22.5往復 （徳島バス12.5往復、南海バス4往復、阪急バス3往復、阪神バス3往復。うち石井発着便は徳島バスのみの運行）。
- USJ優先便は土日祝・夏休み・春休みのみ運行で2往復。

## 歴史
- 1996年3月19日：徳島バス・南海バス・阪神電鉄バスの3社で運行開始[3]。当時は明石海峡大橋が開通しておらず、神戸市須磨区 - 東浦町（現：淡路市）間は淡路フェリーボートを利用し[3]、また阪神・淡路大震災の影響で阪神高速3号神戸線が不通だった為、大阪－三宮間は一般道路経由であった。
- 1996年10月1日：阪神高速3号神戸線復旧に伴い、大阪－三宮間を同道路に変更。
- 1998年4月6日：明石海峡大橋の開通に伴い、同区間にルート変更。三宮発着便と系統を分割。同時に阪急バスが参入し阪急三番街高速バスターミナルに乗り入れると同時に大増発。
- 2009年4月1日：運行会社の一つである阪神電気鉄道直営の阪神電鉄バスが独立し、阪神バスに社名を変更する。
- 2010年7月16日：一部便が石井へ延長運転開始。加茂名・石井の各バス停を新設。
- 2019年6月28日-6月30日：G20サミット開催に伴う交通規制のため、一部便が運休した[4]。
- 2022年7月1日：阪急バスの高速バス事業が阪急観光バス（法人としては前日までの大阪空港交通）に移譲されたのに伴い、阪急バス運行便は阪急観光バスの運行となる[5]。
- 2023年10月1日：高速舞子・工業団地停留所を廃止。アオアヲナルトリゾート前停留所を移設し、従来とは逆の上下便ともアオアヲナルトリゾート前に先に停車する経路に変更[6][7]。

## 車内設備
- ハイデッカー車
- 4列リクライニングシート
- トイレ